# 대한민국의 월드 베이스볼 클래식 중계권
이 문서는 대한민국의 월드 베이스볼 클래식에 관한 방송 중계 권리를 보호하는 제도이다.

## 개최
| 대회                        | 방송사                            | 비고  |
| --------------------------- | --------------------------------- | ----- |
| 2006년 월드 베이스볼 클래식 | KBS, MBC, SBS                     |       |
| 2009년 월드 베이스볼 클래식 | KBS, MBC, SBS                     |       |
| 2013년 월드 베이스볼 클래식 | JTBC                              |       |
| 2017년 월드 베이스볼 클래식 | JTBC                              |       |
| 2023년 월드 베이스볼 클래식 | KBS, MBC, SBS + WAVVE, 아프리카TV | [ 1 ] |

## 같이 보기
- 대한민국의 스포츠 중계권
- 대한야구소프트볼협회
- 한국야구위원회